# ريك هاميلتون
ريك هاميلتون (بالإنجليزية: Rick Hamilton)‏ هو لاعب كرة قدم أمريكية أمريكي، ولد في 19 أبريل 1970 في إنفيرنس في الولايات المتحدة.

## وصلات خارجية
- ريك هاميلتون على موقع مرجع كرة القدم المحترفة.كوم (الإنجليزية)
- ريك هاميلتون على موقع JustSportsStats.com (الإنجليزية)